# 小金陵盐水鸭店

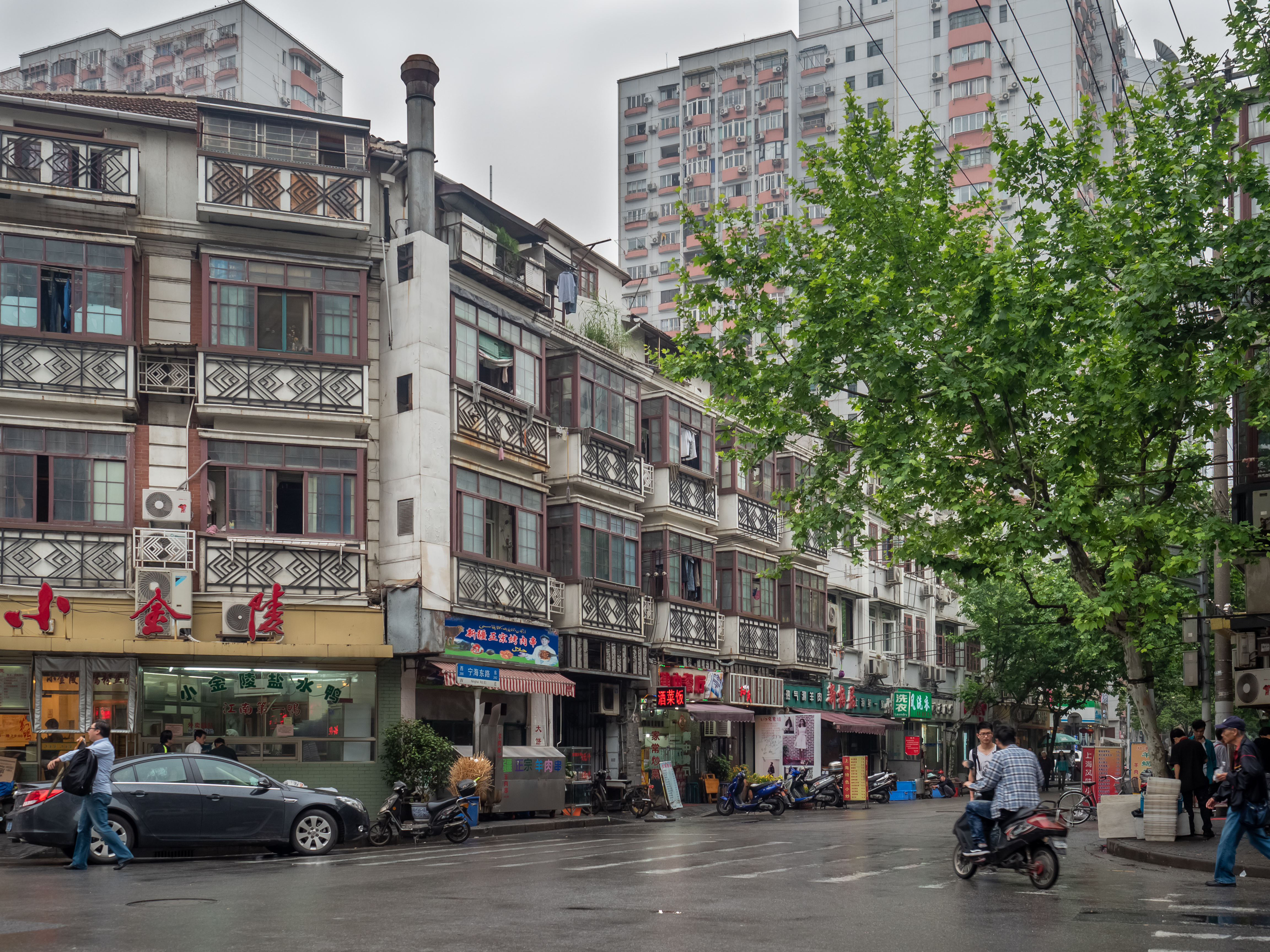
门店

小金陵盐水鸭店，是中国上海一家以经营盐水鸭、金陵老鸭粉丝汤、金陵小笼包的专业特色餐馆，创建于1987年，位于云南南路美食街，是中华餐饮名店、上海名特商店之一，现属杏花楼股份旗下小绍兴酒家的门店。

## 介绍
店面“小金陵”三字出自上海书法家吴建贤之手，有「江南第一鸭」之称，是上海少有的盐水鸭为特色的饮食店，所制作的小金陵盐水鸭、老鸭粉丝汤、金陵汤包均为其特色菜品。主打产品小金陵的“双翼牌”盐水鸭选用樱桃谷瘦肉型优质鸭种，盐水鸭皮下脂肪极薄，肉质精瘦鲜嫩而受到食客的欢迎。